# تشارلي بيولي
تشارلي بيولي (بالإنجليزية: Charlie Bewley)‏ (و. 1981  م) هو ممثل أفلام بريطاني، ولد في لندن.

## التعليم
تعلم في Loughborough Grammar School ‏، وOakham School ‏.

## وصلات خارجية
- تشارلي بيولي على موقع IMDb (الإنجليزية)
- تشارلي بيولي على موقع ألو سيني (الفرنسية)
- تشارلي بيولي على موقع أول موفي (الإنجليزية)
- تشارلي بيولي على موقع قاعدة بيانات الأفلام السويدية (السويدية)
- تشارلي بيولي على موقع قاعدة بيانات الفيلم (الإنجليزية)
- تشارلي بيولي على موقع كينوبويسك (الروسية)